# Guatteria sellowiana
Guatteria sellowiana este o specie de plante angiosperme din genul Guatteria, familia Annonaceae, descrisă de Diederich Franz Leonhard von Schlechtendal. Conform Catalogue of Life specia Guatteria sellowiana nu are subspecii cunoscute.